# Jenny Tinmouth
Jennifer Rosanne Tinmouth (Chester, 8 marzo 1978) è una pilota motociclistica britannica.

## Carriera
È la detentrice del record mondiale femminile al Tourist Trophy sull'Isola di Man, battendo il precedente record durante il suo esordio nel 2009, primato riconosciuto dal Guinness World Record. Ha poi battuto il suo precedente record sul giro nel 2010, con una velocità media di 119.945 mph.
Sempre nel 2010 fa il suo esordio in una competizione iridata, prendendo parte come wild card con una Honda CBR600RR del team Sorrymate.com Racing al GP di Silverstone del campionato mondiale Supersport, non portando a termine la gara a causa di un ritiro.
È stata nel 2011 la prima e unica donna a correre nel campionato britannico Superbike, ricevendo il Guinness World Record, a bordo di una Aprilia RSV4 1000. Nel 2012, con una Honda, disputa l'intero campionato senza però ottenere punti.

## Risultati nel mondiale Supersport
| 2010 | Moto  |  |  |  |  |  |  |  |  |  |     |  |  |  |  | Punti | Pos. |
| ---- | ----- |  |  |  |  |  |  |  |  |  | --- |  |  |  |  | ----- | ---- |
| 2010 | Honda |  |  |  |  |  |  |  |  |  | Rit |  |  |  |  | 0     |      |

| Legenda | 1º posto        | 2º posto            | 3º posto           | A punti      | Senza punti        | Grassetto – Pole position Corsivo – Giro più veloce |
| Legenda | Gara non valida | Non qual./Non part. | Ritirato/Non class | Squalificato | '-' Dato non disp. | Grassetto – Pole position Corsivo – Giro più veloce |